# Иртищево
Иртищево (бел. Ірцішчава) — деревня в Мстиславском районе Могилёвской области Белоруссии. Входит в состав Подсолтовского сельсовета.

## География
Деревня находится в северо-восточной части Могилёвской области, в пределах Оршанско-Могилёвской равнины, к югу от автодороги Р15, на расстоянии примерно 14 километров (по прямой) к северо-западу от Мстиславля, административного центра района. Абсолютная высота — 206 метров над уровнем моря.

## История
Согласно «Списку населенных мест Могилёвской губернии» 1910 года издания населённый пункт входил в состав Даниловского сельского общества Старосельской волости Мстиславского уезда Могилёвской губернии. Имелось 13 дворов и проживало 78 человек (37 мужчин и 41 женщина).

## Население
По данным переписи 2009 года, в деревне проживало 7 человек.